# Зоряна кінематика
Зоряна кінематика — це вивчення руху зірок без необхідності розуміння, як вони набули свій рух. Цим зоряна кінематика відрізняється від зоряної динаміки, яка враховує гравітаційні ефекти. Рух зірки щодо Сонця може дати корисну інформацію про походження і вік зірки, а також структуру і еволюцію навколишньої частини Чумацького Шляху.
В астрономії широко визнано, що більшість зірок народжуються в молекулярних хмарах, відомих як зіркові ясла. Зірки, сформовані в такій хмарі, складають відкриті кластери, що містять від десятків до тисяч членів. Ці кластери розпадаються протягом довгого часу. Зірки, які відокремлюються від ядра кластера позначаються як члени зоряної асоціації кластера. Якщо залишок пізніше дрейфує через Чумацький шлях як зв'язне скупчення, то він називається рухома група.